# Adolphe Monod
Pour les articles homonymes, voir Monod.
Adolphe Louis Frédéric Théodore Monod est un pasteur et théologien protestant français né le 21 janvier 1802 à Copenhague (Danemark) et mort le 6 avril 1856 à Paris.

## Biographie
Il est le fils du pasteur Jean Monod et de Louise de Coninck. De 1820 à 1824, Adolphe Monod étudie la théologie à l'université de Genève. Il se marie avec Hannah Honyman et ils ont sept enfants, notamment Sarah Monod, féministe et adhérente du Conseil national des femmes françaises, mouvement féministe créé à Paris en 1901. Son frère Frédéric Monod est également pasteur en même temps que lui à Paris, où il est l'une des figures marquantes du Réveil. 
En 1826, Adolphe Monod est pasteur de l'église française de Naples. En 1827, il devient pasteur à Lyon, recruté par un consistoire assez opposé aux idées du Réveil, avec lequel il entre assez vite en conflit. Adolphe Monod est finalement destitué le 19 mars 1832 par ordonnance royale de son poste dans l'église réformée, la raison invoquée étant son refus d'admettre certains paroissiens à la Sainte-Cène. 
Il reste d'abord à Lyon, à la tête d'une communauté indépendante, à l'origine du temple protestant des Terreaux. Puis, de 1836 à 1847, il est recruté comme professeur à la faculté de théologie protestante de Montauban, sans formation scientifique préalable. Il est professeur de morale puis d'hébreu. Il continue sa carrière de prédicateur et publie régulièrement des recueils de prêches qui connaissent un grand succès.
En 1847, il devient pasteur de la paroisse de l'Oratoire du Louvre, à Paris, d'abord comme suffragant, puis comme titulaire en 1849. Il connait un très grand succès comme prédicateur. Il meurt en 1856 et est inhumé au cimetière du Père-Lachaise (36e division).